# Ronde van Vlaams-Brabant
De Ronde van Vlaams-Brabant is een meerdaagse wielerwedstrijd die jaarlijks in Vlaams-Brabant wordt verreden. De wedstrijd werd voor het eerst in 1998 verreden, toen Ben Berden won. De wedstrijdcategorie van deze ronde is 2.12 en de wedstrijd bestaat sinds 2002 uit vijf ritten gereden in juli en/of augustus. De organisator is de vzw Ronde van Vlaams-Brabant.

## Geschiedenis
De allereerste editie van de Ronde van Vlaams-Brabant vond plaats in 1998. Ben Berden won deze editie voor Gianni Rivera en Peter Van Santvliet. Daarna werd de ronde jaarlijks onafgebroken georganiseerd. Danny Verelst is met zijn twee overwinningen in 2003 en 2008 recordhouder.  
Op de erelijst van de Ronde van Vlaams-Brabant pronken enkele bekende namen als Nick Nuyens, Stijn Steels en Sven Nys. 
Sinds de editie in 2001 zijn er naast het algemeen klassement nog andere klassementen toegevoegd. Zo is er het jongerenklassement, de beste Vlaams-Brabander, het puntenklassement, het bergklassement (dat er in 2020 niet meer was), het knelspurtenklassement en het ploegenklassement. 
Sinds 2002 bestaat de ronde uit vijf ritten.  
De slotrit vindt plaats in het Aarschotse Rillaar sinds de editie van 2017.  
Op 24 juli 2019 moest de organisatie de openingsrit in Hakendover inkorten van 147 kilometer naar minder dan 100 kilometer vanwege een hittegolf, de temperatuur schommelde toen rond de 40°C. Ook op 8 augustus 2020 heeft de organisatie de rit in Kumtich moeten inkorten met 22,5 km omdat de temperatuur rond de 38°C lag. 
Voor de editie van 2020 was er sprake van een afgelasting in verband met de coronapandemie, maar uiteindelijk werd er een periode gevonden om de ronde toch te laten doorgaan. Voor deze editie werd er echter wel een uitzondering gemaakt, want ook renners met profcontract mochten deelnemen aan de ronde. Opvallend in deze editie was dat Alpecin-Fenix vijf van de vijf wedstrijden wist te winnen, drie daarvan won David van der Poel.

## Erelijst

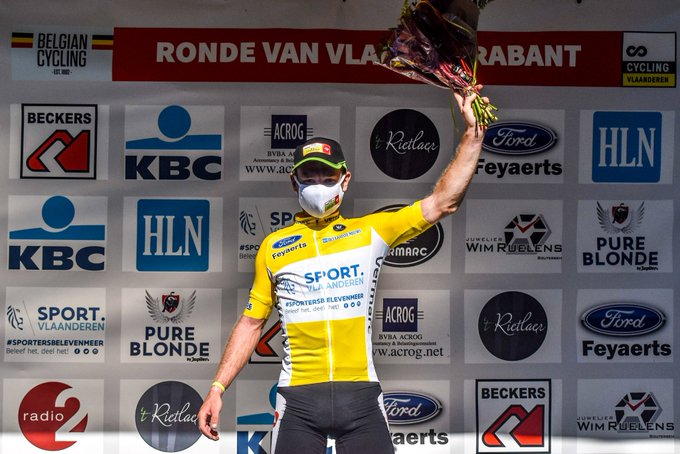
De winnaar van de editie in 2020 Niels Merckx in de gele leiderstrui.

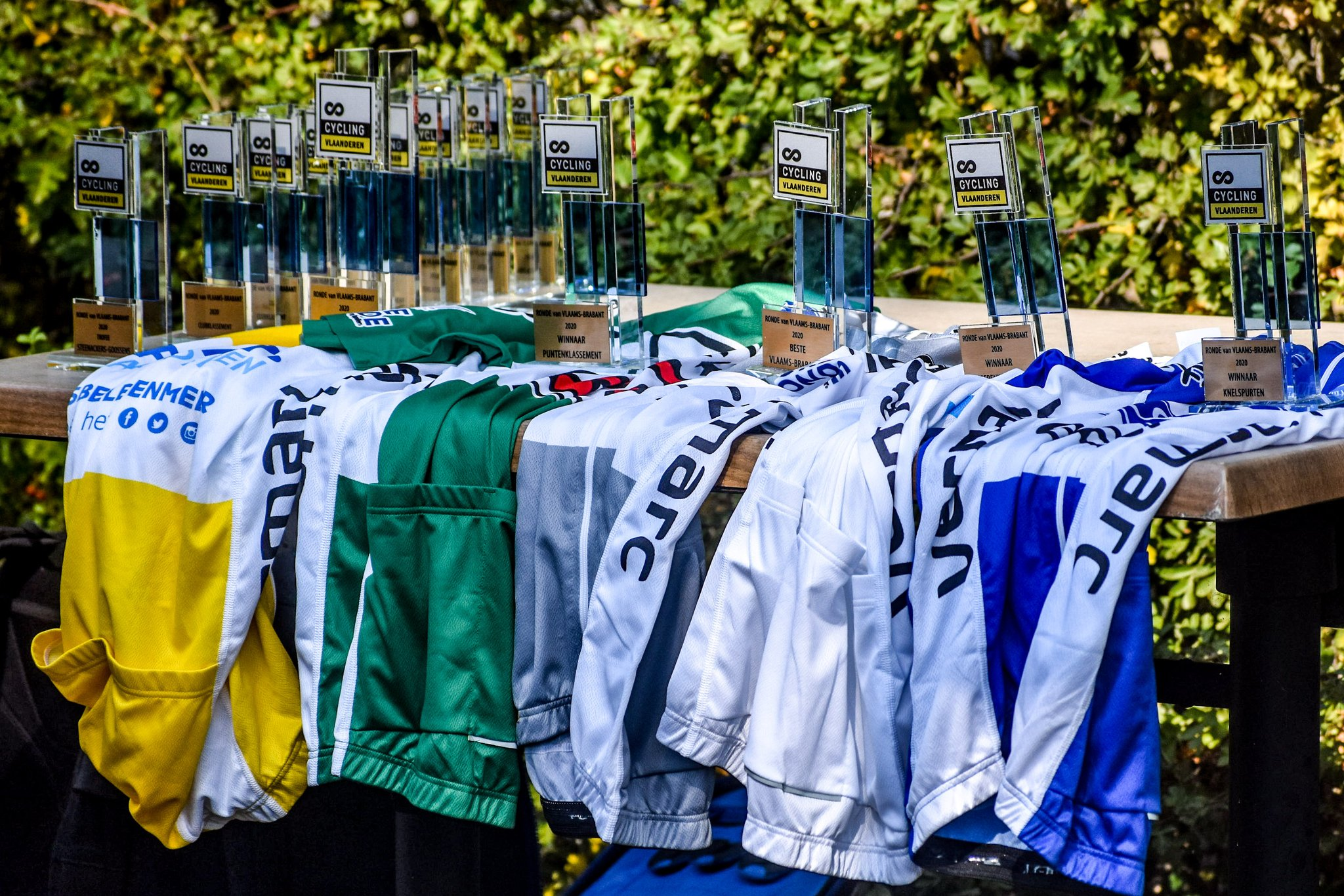
De trofeeën van de editie in 2020.

| Jaar | Winnaar               | Tweede                | Derde                 |
| ---- | --------------------- | --------------------- | --------------------- |
| 1998 | Ben Berden            | Gianni Rivera         | Peter Van Santvliet   |
| 1999 | Dennis Heij           | Nico Sijmens          | Steven De Cuyper      |
| 2000 | Danny Van Capellen    | Matti Helminen        | Guido Ringoet         |
| 2001 | Nick Nuyens           | Nico Cuypers          | Chris Deckers         |
| 2002 | Jarno Vanfrachem      | Bart Wellens          | Bart Dockx            |
| 2003 | Danny Verelst         | David Boucher         | Martin Vestby         |
| 2004 | Koen de Kort          | Tom Stubbe            | Rick Flens            |
| 2005 | Thomas Berkhout       | Kenny De Ketele       | Sven Vandenhautte     |
| 2006 | Geert Steurs          | Danny Verelst         | Bart Laeremans        |
| 2007 | Kurt Van Goidsenhoven | Jürgen Roelandts      | Florian Guillou       |
| 2008 | Danny Verelst         | Sven Nooytens         | Sep Vanmarcke         |
| 2009 | Clinton Avery         | Jeroen Lepla          | Kess Heytens          |
| 2010 | Stijn Steels          | Benjamin Verraes      | Davy De Scheemaeker   |
| 2011 | Kevin De Jonghe       | Benjamin Verraes      | Yves Lampaert         |
| 2012 | Benjamin Verraes      | Sibrecht Pieters      | Darijus Džervus       |
| 2013 | Ryan Wills            | Ruben Pols            | Matthias Legley       |
| 2014 | Dimitri Claeys        | Dries De Bondt        | Julien Taramarcaz     |
| 2015 | Sven Nys              | Tim Merlier           | Aimé De Gendt         |
| 2016 | Guillaume Seye        | Julien Van den Brande | Timothy Stevens       |
| 2017 | Mathijs Paasschens    | Thomas Gibbons        | Laurent Creffier      |
| 2018 | Pieter Jacobs         | Mathijs Paasschens    | Julien Van den Brande |
| 2019 | Johan Jacobs          | Vito Braet            | Ward Vanhoof          |
| 2020 | Niels Merckx          | Tom Vermeer           | David van der Poel    |
| 2021 | Tomáš Kopecký         | Vincent Van Hemelen   | Vito Braet            |
| 2022 | Jason Osborne         | Timo Kielich          | Branko Huys           |
| 2023 | Gaëtan Verleyen       | Michiel Coppens       | Michiel Nuytten       |
| 2024 | Michiel Hillen        | Brem Deman            | Liam Van Bylen        |
| 2025 | Milan De Ceuster      | Ville Merlöv          | Senne Debucke         |

### Podiumplaatsen
| Podiumplaatsen                  | Renner             |
| ------------------------------- | ------------------ |
| 3 (2 zeges, 1 keer tweede)      | Danny Verelst      |
| 3 (1 zege, 2 keer tweede)       | Benjamin Verraes   |
| 2 (1 zege, 1 keer tweede)       | Mathijs Paasschens |
| 2 (1 keer tweede, 1 keer derde) | Vito Braet         |

### Overwinningen per land
| Overwinningen | Land                             |
| ------------- | -------------------------------- |
| 19            | België                           |
| 4             | Nederland                        |
| 2             | Nieuw-Zeeland                    |
| 1             | Zwitserland, Tsjechië, Duitsland |